# الشبكة الوطنية لإنهاء العنف الأسري
الشبكة الوطنية لإنهاء العنف الأسري (NNEDV) هي منظمة غير ربحية مُعفاة من نظام الضرائب الأمريكية، وتأسست عام 1990، ومقرها في مقاطعة كولومبيا. وهي عبارة عن شبكة تضم عددًا من الائتلافات المناهضة للعنف الأسري في هذه الولاية الأمريكية. وتمثل هذه الشبكة أكثر من ألفي منظمة عضو في جميع أنحاء البلاد. وتعمل الشبكة الوطنية لإنهاء العنف الأسري على معالجة جوانب متعددة لهذا النوع من العنف.

## العمل السياسي
تضطلع الشبكة الوطنية لإنهاء العنف الأسري بعمل السياسات التشريعية وجميع الفروع الثلاثة. واُستدعيت الشبكة للشهادة أمام الكونجرس الأمريكي بشأن قضايا العنف الأسري لمساعدة الائتلافات في الولاية بهدف تحسين احتياجات الضحية من خلال تقديم الأبحاث بشأن قضايا العنف الأسري المرتبطة بالتشريعات قيد الإعداد.
وتمارس الشبكة الوطنية ضغط سياسي والكونجرس لجعل إنهاء العنف الأسري أولوية وطنية.
وأعضاء الشبكة الوطنية لإنهاء العنف الأسري هم عبارة عن ائتلافات بين الولايات والإقليم توفر ملاجئ لاحتواء العنف الأسري وتقدم البرامج ذات الصلة في كل ولاية وإقليم في البلاد. ويعمل أعضاؤها على نحو وثيق مع الائتلافات بين الولايات والأقاليم لفهم الاحتياجات المستمرة والناشئة على الصعيد المحلي وعلى صعيد الولايات، ومن ثم ضمان أن هذه الاحتياجات أصغى إليها صناع القرار على المستوى الوطني وفهموها.
ولا يزال ضمان تمويل برامج المرتبطة بالعنف الأسري دائمًا مصدرًا مثيرًا للقلق. كما تركز الجهود السياسية للشبكة الوطنية لإنهاء العنف الأسري على العنف المسلح، وقطاع التكنولوجيا، والأمن الاقتصادي والمالي.

## تطبيق قانون مكافحة العنف ضد المرأة
عملت الشبكة الوطنية لإنهاء العنف الأسري من أجل تمديد العمل، في عام 2013، بقانون مكافحة العنف ضد المرأة. وسد هذا القانون ثغرات جوهرية تتعلق بالتمويل، ما ساهم في ضمان حصول جميع الناجيات من العنف الأسري على الخدمات.
وشاركت الشبكة الوطنية في عمليات المنح التي قادها مكتب العنف ضد المرأة، عن طريق تبادل المعلومات بشأن آثار قانون مكافحة العنف ضد المرأة على أرض الواقع، والثغرات في استجابة السلطات الفيدرالية، والتحديات والنجاحات في التنفيذ.
وشاركت الشبكة أيضا في اجتماعات أصحاب المصلحة بشأن تنفيذ أحكام قانون القضاء على العنف الجنسي داخل الحرم الجامعي المدرج في قانون مكافحة العنف ضد المرأة، وعملت على ضمان أن تنظر لجنة وضع القواعد التي تم التفاوض بشأنها، على وجه الخصوص، في احتياجات الطالبات اللواتي وقعن ضحية سوء المعاملة خلال المواعدة والتحرش، وكذا في الاحتياجات السرية ومتطلبات الأمن للطالبات الضحايا. كما نقلت الشبكة الوطنية لإنهاء العنف الأسري الرسائل نفسها إلى فريق عمل البيت الأبيض المعني بالاعتداء الجنسي داخل الحرم الجامعي.
ومن الناحية التاريخية، كان قانون مكافحة العنف ضد المرأة هو أول تشريع فيدرالي ينص بشكل خاص على توفير الحماية لأعضاء مجتمع الميم (إل جي بي تي).
وتواصل الشبكة الوطنية لإنهاء العنف الأسري العمل لضمان حصول برامج مثل قانون الوقاية من العنف الأسري والخدمات ذات الصلة وقانون ضحايا الجرائم على التمويل الكافي.